# Lingulidae
Famille
Synonymes
- Glottidiinae Archbold, 1981[2]
- Lingulinae Menke, 1828[2]

Les Lingulidae sont une famille de brachiopodes de l'ordre des Lingulida.

## Liste des sous-familles et genres
Selon World Register of Marine Species (12 octobre 2020) :
- genre Glottidia Dall, 1870
- genre Lingula Bruguière, 1791

Selon Paleobiology Database (12 octobre 2020) :
- genre Apsilingula
- genre Barroisella
- genre Credolingula
- genre Dignomia
- sous-famille des Glottidiinae
  - genre Langella
  - genre Lingula
  - genre Lingularia
- sous-famille des Lingulinae
  - genre Lunoglossa
  - genre Semilingula
  - genre Sinolingularia

## Publication originale
- (la) Carolo Theodoro Menke, Synopsis methodica molluscorum generum omnium et specierum earum, quae in Museo Mankeano adservantur : cum synonymia critica et novarum specierum diagnosibus, 1828, 91 p. (lire en ligne).